# バーナミア (小惑星)
バーナミア (834 Burnhamia) は小惑星帯の小惑星である。マックス・ヴォルフによってハイデルベルクのケーニッヒシュトゥール天文台で発見された。
アメリカのアマチュア天文学者、シャーバーン・バーナムに因んで命名された。
2008年12月に滋賀県と静岡県で掩蔽が観測された。